# 荀匠
荀匠（486年—506年），字公信，潁川潁陰人，南北朝南齊、南梁人，因有孝行而聞名。
荀匠是東晉太保荀勗的九世孫，祖父荀瓊十五歲時在成都為父親復仇，以孝義聞名；劉宋元嘉末年，荀瓊渡淮河協助武陵王劉駿宣討，被劉劭追兵殺害，追贈員外散騎侍郎。父親荀法超在南齊中興末年任職安復縣令，任內去世。荀匠得知父親去世後，號哭到斷氣暈倒，身體冰冷，晚上才醒來，之後他為父親奔喪，在江邊借宿，商人旅客都不忍心聽到他的哭聲。服喪未完成，兄長荀斐在天監元年（502年）擔任鬰林太守，征討俚賊時遭中流矢陣亡，喪事完畢後，荀匠在豫章接回兄長屍體，在小船投水自殺，旁人立刻拯救他才沒有事。回到家中，因為家貧不能及時下葬。他同時為父親和兄長服喪，歷經四年不出門。自服喪後，荀匠不再梳髮沐浴，頭髮脫落，不時大哭，哭到力竭聲嘶，眼眶潰爛，身體瘦弱到像皮包骨，家人也認不出他。郡縣推舉他的孝行，梁武帝派遣中書舍人為他除喪，擢任豫章王國左常侍。他雖然除去喪服，卻依然很悲傷，外祖父孫謙告誡他：「皇上以孝治天下，你的孝行超過古人，因此下詔讓你擔任職務職。只有君父之命不能拒絕，若然揚名後世，顯貴的不只是你呢！」最終荀匠拜任左常侍，不久因悲傷消瘦在家中去世，虛歲二十一。

## 引用
1. 1 2  《梁書·卷四十七·列傳第四十一》：荀匠字文師，潁陰人，晉太保勗九世孫也。祖瓊，年十五，復父仇於成都市，以孝聞。宋元嘉末，渡淮赴武陵王義，爲元凶追兵所殺，贈員外散騎侍郎。父法超，齊中興末爲安復令，卒於官。凶問至，匠號慟氣絕，身體皆冷，至夜乃蘇。旣而奔喪，每宿江渚，商旅皆不忍聞其哭聲。
2. 1 2  《南史·卷七十四·列傳第六十四》：荀匠字文師，潁陰人，晉太保勖九世孫也。祖瓊，年十五復父仇于成都巿，以孝聞。宋元嘉末度淮，逢武陵王舉義，為元凶追兵所殺，贈員外散騎侍郎。父法超，仕齊為安復令，卒官。匠號慟氣絕，身體皆冷，至夜乃蘇。既而奔喪，每宿江渚，商侶不忍聞其哭聲。
3. ↑  《梁書·卷四十七·列傳第四十一》：服未闋，兄斐起家爲鬰林太守，征俚賊，爲流矢所中，死於陣。喪還，匠迎于豫章，望舟投水，傍人赴救，僅而得全。旣至，家貧不得時葬。居父憂並兄服，歷四年不出廬戶。自括髮後，不復櫛沐，髮皆禿落。哭無時，聲盡則係之以泣，目眥皆爛，形體枯顇，皮骨裁連，雖家人不復識。郡縣以狀言，高祖詔遣中書舍人爲其除服，擢爲豫章王國左常侍。匠雖卽吉，毀顇逾甚。外祖孫謙誡之曰：「主上以孝治天下，汝行過古人，故發明詔，擢汝此職。非唯君父之命難拒，故亦揚名後世，所顯豈獨汝身哉！」匠於是乃拜。竟以毀卒於家，時年二十一。
4. ↑  《南史·卷七十四·列傳第六十四》：梁天監元年，其兄斐為郁林太守，征俚賊，為流矢所中，死於陣。喪還，匠迎于豫章，望舟投水，傍人赴救，僅而得全。及至，家貧不得時葬，居父憂並兄服，曆四年不出廬戶。自括髮不復櫛沐，髮皆禿落，哭無時。聲盡則系之以泣，目眥皆爛，形骸枯悴，皮骨裁連，雖家人不復識。郡縣以狀言，武帝詔遣中書舍人為其除服，擢為豫章王國左常侍。匠雖即吉而毀悴逾甚，外祖孫謙誡之曰：「主上以孝臨天下，汝行過古人，故擢汝此職。非唯君父之命難拒，故亦揚名後世，所顯豈獨汝身哉。」匠乃拜，竟以毀卒。

## 延伸阅读
[在维基数据编辑]
 《梁書/卷47》，出自姚思廉《梁書》